# Méson
Cet article possède un paronyme, voir Maison.
Pour les articles homonymes, voir Meson.
En physique des particules, un méson est une particule subatomique composite (c'est-à-dire non élémentaire) constituée d'un nombre pair de quarks et d'antiquarks. De spin entier (0 ou 1), les mésons sont des bosons. Les mésons sont tous instables, leur demi-vie étant inférieure à 10−7 s (jusqu'à 0,4 × 10−23 s).
Le terme « méson » vient du grec μέσον / méson, « milieu, centre », de l'adjectif μέσος / mésos substantivé.

## Histoire

### Origine du nom et évolution de sa signification
Le mot « méson » est la francisation de l'anglais meson, une contraction du mot mesotron, lui-même une modification de mesoton, le nom initial.
En 1936, Carl Anderson et Seth Neddermeyer découvrent expérimentalement une nouvelle particule qu'ils pensent être l'une des particules médiatrices des forces nucléaires prédites par Hideki Yukawa, de masse intermédiaire entre celles de l'électron et du proton. Ils l'appellent mesoton, un nom construit à partir du grec μέσον / méson (« milieu »). Robert Millikan leur suggère de changer ce nom en mesotron, à l'image d'electron (« électron ») et de neutron. Homi Bhabba propose de raccourcir ce nom en meson, qui est adopté par la communauté des physiciens des particules. En 1946, Marcello Conversi (en), Oreste Piccioni (en) et Ettore Pancini (it) démontrent que ce meson n'est pas l'une des particules prédites par Yukawa, mais il garde son nom. En 1947, César Lattes, Giuseppe Occhialini, Hugh Muirhead (en) et Cecil Frank Powell découvrent de véritables particules  médiatrices. Le méson initial est alors renommé µ meson (« méson µ », la lettre grecque correspondant à l'initiale de meson) et les nouvelles particules π mesons (« mésons π », cette lettre grecque étant choisie en raison de sa ressemblance avec le caractère chinois signifiant « médiateur ») : le nom meson est devenu générique. On convient ensuite que le mot meson ne qualifie plus les particules de masse intermédiaire entre celles de l'électron et du proton, mais précisément les particules médiatrices prédites par Yukawa : le méson µ, qui n'est alors plus un méson, est renommé « muon » ; le méson π reçoit parallèlement le nom de « pion ». Après la découverte de nombreuses particules médiatrices des interactions forte et faible et celle, à partir de 1968, des quarks, on convient de restreindre l'emploi du nom meson aux médiateurs de l'interaction forte, constitués d'une ou de plusieurs paires quark-antiquark.

### Découvertes
Avant la découverte des quarks, les mésons étaient considérés comme les vecteurs de l'interaction forte. En particulier, l'interaction entre les nucléons peut s'interpréter comme l'échange de pions virtuels, fournissant la partie attractive du potentiel de Yukawa.
Le premier (véritable) méson découvert est le pion, en 1947.
Dans les années 1950, les physiciens étudient les « gerbes » de mésons produits à partir de collisions nucléon-nucléon à très grande énergie et identifient deux grandes familles de mésons, répondant respectivement l'une à la théorie de Heisenberg et l’autre à la théorie de Fermi.

## Caractéristiques

Nonet de mésons de spin 0.

Nonet de mésons de spin 1.

Les mésons sont des hadrons possédant un spin entier, et donc appartiennent à la famille des bosons.
Dans le modèle standard, les mésons sont des composés d'un nombre pair de quarks et d'antiquarks. Tous les mésons sont instables et possèdent une durée de vie moyenne très courte.

## Familles
La famille des mésons est composée de mésons formés d'une paire quark-antiquark — les quarks de valence —, et d'une « mer » de mésons formés de paires quark-antiquark et de gluons.
Les quarks de valence d'un méson peuvent exister comme superposition d'états de saveur ; par exemple, le pion neutre π0 n'est pas formé d'une paire up-antiup ou down-antidown mais d'une superposition des deux. Les mésons pseudoscalaires (de spin 0 et parité impaire) possèdent une énergie au repos minimale, leurs quarks possédant un spin opposé, tandis que les mésons vecteurs (de spin 1) possèdent deux quarks ayant un spin parallèle.

## Liste
Cette table présente les caractéristiques de quelques mésons. Elle n'est pas exhaustive.
| Famille | Symbole | Antiparticule | Quarks                                                                              | Spin | Masse (MeV/c2) | S  | C  | B  | Durée de vie (s) |
| ------- | ------- | ------------- | ----------------------------------------------------------------------------------- | ---- | -------------- | -- | -- | -- | ---------------- |
| Pion    | π+      | π–            | {\displaystyle \mathrm {u{\bar {d}}} }                                              | 0    | 139,6          | 0  | 0  | 0  | 2,60 × 10−8      |
| Pion    | π–      | π+            | {\displaystyle \mathrm {{\bar {u}}d} }                                              | 0    | 139,6          | 0  | 0  | 0  | 2,60 × 10−8      |
| Pion    | π0      | lui-même      | {\displaystyle \mathrm {\tfrac {u{\bar {u}}-d{\bar {d}}}{\sqrt {2}}} }              | 0    | 135,0          | 0  | 0  | 0  | 0,83 × 10−16     |
| Kaon    | K+      | K–            | {\displaystyle \mathrm {u{\bar {s}}} }                                              | 0    | 493,7          | +1 | 0  | 0  | 1,24 × 10−8      |
| Kaon    | K–      | K+            | {\displaystyle \mathrm {{\bar {u}}s} }                                              | 0    | 493,7          | -1 | 0  | 0  | 1,24 × 10−8      |
| Kaon    | K0      | K0            | {\displaystyle \mathrm {d{\bar {s}}} }                                              | 0    | 497,7          | +1 | 0  | 0  | —                |
| Kaon    | K0      | K0            | {\displaystyle \mathrm {{\bar {d}}s} }                                              | 0    | 497,7          | -1 | 0  | 0  | —                |
| Kaon    | KS0     | lui-même      | {\displaystyle \mathrm {\tfrac {d{\bar {s}}-s{\bar {d}}}{\sqrt {2}}} }              | 0    | 497,7          | —  | 0  | 0  | 0,89 × 10−10     |
| Kaon    | KL0     | lui-même      | {\displaystyle \mathrm {\tfrac {d{\bar {s}}+s{\bar {d}}}{\sqrt {2}}} }              | 0    | 497,7          | —  | 0  | 0  | 5,2 × 10−8       |
| Êta     | η0      | lui-même      | {\displaystyle \mathrm {\tfrac {u{\bar {u}}+d{\bar {d}}-2s{\bar {s}}}{\sqrt {6}}} } | 0    | 548,8          | 0  | 0  | 0  | 5,0 × 10−19      |
| Êta     | η'      | lui-même      | {\displaystyle \mathrm {\tfrac {u{\bar {u}}+d{\bar {d}}+s{\bar {s}}}{\sqrt {3}}} }  | 0    | 957,8          | 0  | 0  | 0  | 3,39 × 10−21     |
| Êta     | ηc      | lui-même      | {\displaystyle \mathrm {c{\bar {c}}} }                                              | 0    | 2 980,3        | 0  | 0  | 0  | 2,30 × 10−23     |
| Êta     | ηb      | lui-même      | {\displaystyle \mathrm {b{\bar {b}}} }                                              | 0    | 9 390,9        | 0  | 0  | 0  | —                |
| Rho     | ρ+      | ρ–            | {\displaystyle \mathrm {u{\bar {d}}} }                                              | 1    | 770            | 0  | 0  | 0  | 0,4 × 10−23      |
| Rho     | ρ–      | ρ+            | {\displaystyle \mathrm {{\bar {u}}d} }                                              | 1    | 770            | 0  | 0  | 0  | 0,4 × 10−23      |
| Rho     | ρ0      | lui-même      | {\displaystyle \mathrm {\tfrac {u{\bar {u}}-d{\bar {d}}}{\sqrt {2}}} }              | 1    | 770            | 0  | 0  | 0  | 0,4 × 10−23      |
| Phi     | φ       | lui-même      | {\displaystyle \mathrm {s{\bar {s}}} }                                              | 1    | 1 020          | 0  | 0  | 0  | 20 × 10−23       |
| D       | D+      | D–            | {\displaystyle \mathrm {c{\bar {d}}} }                                              | 0    | 1 869,4        | 0  | +1 | 0  | 10,6 × 10−13     |
| D       | D–      | D+            | {\displaystyle \mathrm {{\bar {c}}d} }                                              | 0    | 1 869,4        | 0  | -1 | 0  | 10,6 × 10−13     |
| D       | D0      | D0            | {\displaystyle \mathrm {c{\bar {u}}} }                                              | 0    | 1 864,6        | 0  | +1 | 0  | 4,2 × 10−13      |
| D       | D0      | D0            | {\displaystyle \mathrm {{\bar {c}}u} }                                              | 0    | 1 864,6        | 0  | -1 | 0  | 4,2 × 10−13      |
| D       | DS+     | DS–           | {\displaystyle \mathrm {c{\bar {s}}} }                                              | 0    | 1 969          | +1 | +1 | 0  | 4,7 × 10−13      |
| D       | DS–     | DS+           | {\displaystyle \mathrm {{\bar {c}}s} }                                              | 0    | 1 969          | -1 | -1 | 0  | 4,7 × 10−13      |
| J/Ψ     | J/ψ     | lui-même      | {\displaystyle \mathrm {c{\bar {c}}} }                                              | 1    | 3 096,9        | 0  | 0  | 0  | 7,2 × 10−21      |
| B       | B+      | B–            | {\displaystyle \mathrm {u{\bar {b}}} }                                              | 0    | 5 279,1        | 0  | 0  | +1 | 1,6 × 10−12      |
| B       | B–      | B+            | {\displaystyle \mathrm {{\bar {u}}b} }                                              | 0    | 5 279,1        | 0  | 0  | -1 | 1,6 × 10−12      |
| B       | B0      | B0            | {\displaystyle \mathrm {d{\bar {b}}} }                                              | 0    | 5 279,3        | 0  | 0  | +1 | 1,5 × 10−12      |
| B       | B0      | B0            | {\displaystyle \mathrm {{\bar {d}}b} }                                              | 0    | 5 279,3        | 0  | 0  | -1 | 1,5 × 10−12      |
| Upsilon | ϒ       | lui-même      | {\displaystyle \mathrm {b{\bar {b}}} }                                              | 1    | 9 460,4        | 0  | 0  | 0  | 1,3 × 10−20      |